# Суринамски долар
Суринамски долар национална валута Суринама. ISO 4217 код валуте је SRD. Дијели се на 100 центи. Користи се од 2004. године када је замијенио суринамски гулден у омјеру 1.000 гулдена за 1 долар. Новчанице и кованице издаје Централна банка Суринама и то кованице у апоенима од: 1, 5, 10, 25, 100, 250 центи и новчанице од 1, 2½, 5, 10, 20, 50, 100 долара. 